# Stenalcidia latimedia
Stenalcidia latimedia là một loài bướm đêm trong họ Geometridae.